# Zbroja łuskowa

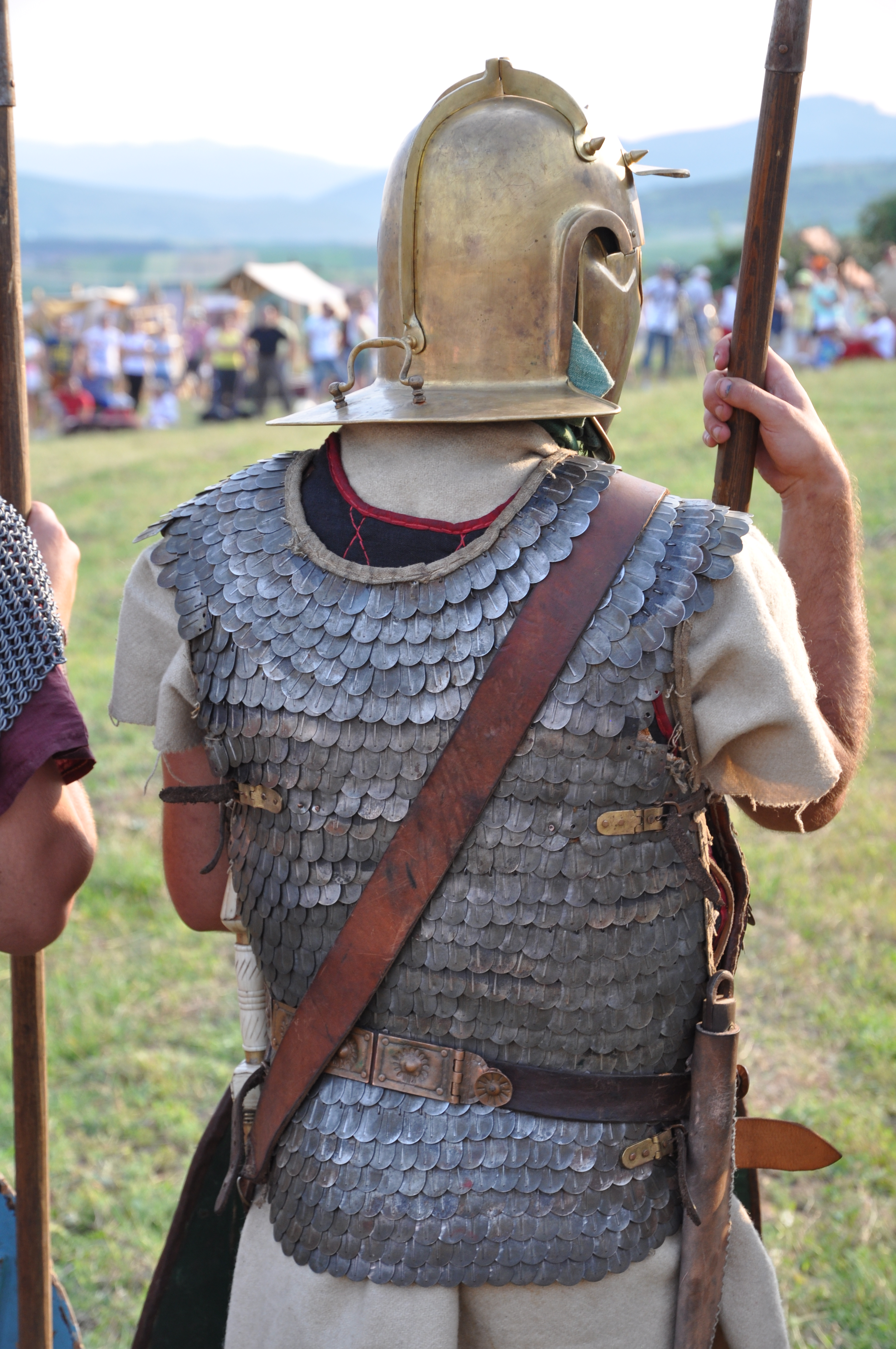
Rekonstrukcja rzymskiej zbroi łuskowej
(lorica squamata)

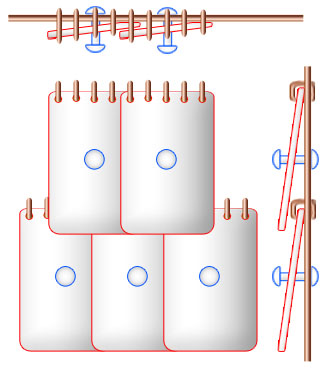
Technika mocowania płytek w zbroi łuskowej

Zbroja łuskowa – rodzaj pancerza składającego się z dużej liczby łusek wykonanych z metalu, rogu lub kości, przytwierdzonych do podłoża skórzanego lub tekstylnego. Używana w starożytności i średniowieczu, rzadko w czasach nowożytnych (polska karacena).
Słabym punktem tej zbroi była wrażliwość na ciosy od dołu i bronie takie jak włócznia, które mogły przebić się pomiędzy łuskami, jednak różnego typu konstrukcje tej zbroi częściowo pokrywały te słabości. 

## Historia
W armii rzymskiej pancerz ten stosowano dosyć często, ze względu na łatwość konstrukcji i naprawy. Rzymska zbroja łuskowa, lorica squamata, wykonywana była z płytek żelaznych lub brązowych, które miały małe otworki, przez które przewlekano sznureczki lub rzemienie i nimi przytwierdzano płytki do podkładu z tkaniny lub skóry. Układ płytek był dachówkowaty lub naśladował rybią łuskę. Pancerz taki został przez Rzymian zapożyczony ze Wschodu. 
Ten rodzaj uzbrojenia obronnego pojawił się na stepach przed naszą erą. Na kolumnie cesarza Trajana przedstawiono jazdę Roksolanów w zbrojach łuskowych.
Przejęty przez Germanów nie zaniknął i rozpowszechnił się w Europie około XI wieku.